# نور عيني (فلم)
نور عيني هو فيلم مصري أنتج في عام 2010، بطولة تامر حسني ومنة شلبي وعمرو يوسف ومنة فضالي وعبير صبري.

## القصة
الفيلم يدور في إطار رومانسي. يجسد المطرب تامر حسني شخصية (أحمد) الذي يعيش هو واخوه الأصغر سويا بعد وفاة والدته وزواج والده من فتاة صغيرة في السن. بطل الفيلم (أحمد) الذي يدرس الموسيقى يستدعيه أستاذة بالمعهد للمشاركه بالغناء بسبب حسن صوته. يقابل (أحمد) بالمصادفة شخصية (سارة) والتي تجسد دورها الممثلة منة شلبي. لم يكن (أحمد) يعلم أن (سارة) كفيفه في بداية الأمر، إلا أنه سريعا ما يكتشف ذلك. يقع (أحمد) في قصة حب مع البطلة ويكون في الفيلم صراع درامي قوي.

## طاقم التمثيل
- تامر حسني: (أحمد / نور)
- منة شلبي: (سارة)
- عمرو يوسف: (طارق)
- عبير صبري: (شهد)
- مروة عبد المنعم: (تولا)
- منة فضالي: (بسنت)
- إسلام جمال: (إسلام)
- سعيد عبد الغني
- كريم محسن
- حسام الحسيني
- رضا إدريس
- رضا حامد
- ريم صابوني
- ريم رأفت

## إعلانات الفيلم
أعلان الفيلم الأول على يوتيوب
أعلان الفيلم الثاني
أعلان الفيلم الثالث

## روابط خارجية
- مقالات تستعمل روابط فنية بلا صلة مع ويكي بيانات